# Qura al-Sham
Qura al-Sham (tiếng Ả Rập: ‎قرى الشام) là một ngôi làng Syria ở huyện Qudsaya thuộc tỉnh Rif Dimashq. Theo Cục Thống kê Trung ương Syria (CBS), Qura al-Sham có dân số 1.067 trong cuộc điều tra dân số năm 2004.